# Conamara Theas
Conamara Theas és una àrea de parla irlandesa (Gaeltacht) situada a l'oest del comtat de Galway. La seva població se situa entre els 8.000-9.000 excloses les Illes Aran. Entre el 80 i el 90% dels residents a la zona són parlants d'irlandès.
La zona també és coneguda com a Conamara Sud i es troba a ll'oest de la Gaeltacht Cois Fharraige. És una àrea de parla predominantment irlandesa. Cobreix la zona entre Ros an Mhíl, Casla, An Cheathrú Rua, Ceantar na nOilean, Camus, Ros Muc i la península Iorras Aithneach. L'accent de Conamara Theas és diferent al de Cois Fharraige accent.
El port del ferri que porta a les illes Aran és a Ros an Mhíl. A Casla hi ha la seu local de l'emissora de ràdio en irlandès Raidio na Gaeltachta.
An Cheathrú Rua és la vila més gran de la zona i on s'edita el diari en irlandès Foinse. També hi ha el Departament de Llengua Irlandesa de la Universitat Nacional d'Irlanda, Galway que té a la vila un centre on ofereix cursos superiors a estudiants del país i a vinguts defora.
La NUIG també té un centre d'educació secundària a Carna.